# 絨毛石星鯰
絨毛石星鯰（学名：Lithogenes villosus）為輻鰭魚綱鯰形目甲鯰科的其中一種，為熱帶淡水魚，分布於南美洲埃塞奎博河及Potaro河流域，體長可達4.4公分，棲息在底層水域，生活習性不明。
其种加词“villosus”意为“被毛的”。